# زبير اميري
زبير اميري (2 مايو 1990 بكابل في أفغانستان - ) هو لاعب كرة قدم أفغاني في مركز الوسط. شارك مع منتخب أفغانستان لكرة القدم. أما مع النوادي، فقد لعب مع SC Hessen Dreieich ‏ وبايرن ألتسناو وفيكتوريا أشافنبورغ ‏.

## وصلات خارجية
- زبير اميري على موقع الاتحاد الدولي (مؤرشف)  (الإنجليزية)
- زبير اميري على موقع قاعدة بيانات كرة القدم.إي يو (الإنجليزية)
- زبير اميري على موقع بيانات كرة القدم. دي إي (الألمانية)
- زبير اميري على موقع ناشيونال فوتبول تيمز (الإنجليزية)
- زبير اميري على موقع Soccerway.com (الإنجليزية)
- زبير اميري على موقع عالم كرة القدم.نت (الإنجليزية)